# هينير مورا
هينير مورا (بالإسبانية: Heiner Mora)‏ (20 يونيو 1984 كوستاريكا - ) هو لاعب كرة قدم كوستاريكي، شارك في كوبا أمريكا 2011.

## مسيرته

### مسيرته مع الأندية
- 2004 - 2007 لعب مع سانتوس دي جوابيلز [الإنجليزية]‏ 96 مباراة سجل خلالها 3 أهداف.
- 2007 - 2007 لعب مع Brujas F.C. [الإنجليزية]‏ مباراتين.
- 2008 - 2008 لعب مع نادي جامعة كوستاريكا [الإنجليزية]‏ 28 مباراة سجل خلالها هدف.
- 2009 - 2011 لعب مع Brujas F.C. [الإنجليزية]‏ 47 مباراة سجل خلالها 3 أهداف.
- 2011 - 2011 لعب مع ديبورتيفو سابريسا 12 مباراة.
- 2011 - 2011 لعب مع سانتوس دي جوابيلز [الإنجليزية]‏ 11 مباراة.
- 2012 - 2013 لعب مع Hønefoss BK [الإنجليزية]‏ 37 مباراة سجل خلالها 6 أهداف.
- 2013 - 2013 لعب مع Belén F.C. [الإنجليزية]‏ 10 مباريات سجل خلالها 3 أهداف.

## روابط خارجية
- هينير مورا على موقع الاتحاد الدولي (مؤرشف)  (الإنجليزية)
- هينير مورا على موقع قاعدة بيانات كرة القدم.إي يو (الإنجليزية)
- هينير مورا على موقع ناشيونال فوتبول تيمز (الإنجليزية)
- هينير مورا على موقع Soccerway.com (الإنجليزية)
- هينير مورا على موقع AS.com (الإسبانية)